# Umbilicaria
Umbilicaria es un género de líquenes que crecen sobre las rocas. Están ampliamente distribuidos, incluso en rocas desnudas en la Antártida y a lo largo del norte de América del Norte, como Nueva Inglaterra y las Montañas Rocosas. Son comestibles cuando se preparan adecuadamente; el remojo abundante y la ebullición con cambios de agua elimina el amargor y las propiedades purgantes. Se han utilizado como alimento para la hambruna en casos extremos cuando no se disponía de otras fuentes de alimentos, como lo hicieron los primeros exploradores del norte de América.
Umbilicaria esculenta se usa comúnmente como alimento en la cocina asiática y como medicina reconstituyente en la medicina tradicional china. Se llama shi'er (石耳 "oreja de roca") en la gastronomía china, iwatake (岩茸 "hongo de roca") en la japonesa y seogi (석이(石耳)) o seogibeoseot (석이버섯) en la coreana.

## Especies
- Umbilicaria americana Poelt & T.H.Nash (1993)
- Umbilicaria antarctica Frey & I.M.Lamb (1939)
- Umbilicaria aprina Nyl. (1869)
- Umbilicaria arctica (Ach.) Nyl. (1859)
- Umbilicaria bigleri Frey (1949)
- Umbilicaria crustulosa (Ach.) Lamy (1879)
- Umbilicaria cylindrica (L.) Delise (1830)
- Umbilicaria daliensis (J.C.Wei) Davydov, Peršoh & Rambold (2018)
- Umbilicaria decussata (Vill.) Zahlbr. (1932)
- Umbilicaria deusta (L.) Baumg. (1790)
- Umbilicaria dura McCune (2018)  – Norteamérica
- Umbilicaria esculenta (Miyoshi) Minks (1900)
- Umbilicaria hirsuta (Sw. ex Westr.) Ach. (1794)
- Umbilicaria hispanica (Frey) Davydov, Peršoh & Rambold (2018)
- Umbilicaria hiperbórea (Ach.) Hoffm. (1796)
- Umbilicaria iberica Sancho & Krzew. (2009)
- Umbilicaria isidiosa Krzew. (2009)
- Umbilicaria maculata Krzew., M.P.Martín & M.A.García (2009)
- Umbilicaria mammulata (Ach.) Tuck. (1848)
- Umbilicaria meizospora (Harm.) E.A.Davydov & D.Masson (2022) (Harm.) E.A.Davydov & D.Masson (2022)  – Europa
- Umbilicaria muhlenbergii (Ach.) Tuck. (1845)
- Umbilicaria multistrata McCune (2018)  – Norteamérica
- Umbilicaria murihikuana D.J.Galloway & Sancho (2005)
- Umbilicaria nodulospora McCune, Di Meglio & M.J.Curtis (2014)
- Umbilicaria nylanderiana (Zahlbr.) H.Magn. (1937)
- Umbilicaria orientalis Davydov (2020)  – Asia oriental
- Umbilicaria phaea Tuck. (1869)
- Umbilicaria polyphylla (L.) Baumg. (1790)
- Umbilicaria polyrrhiza (L.) Fr. (1825)
- Umbilicaria proboscidea (L.) Schrad. (1794)
- Umbilicaria propagulifera (Vain.) Lano (1950)
- Umbilicaria pulvinaria (Savicz) Frey (1931)
- Umbilicaria rhizinata (Frey & Poelt) Krzew. (2010)
- Umbilicaria rígida (Du Rietz) Frey (1931)
- Umbilicaria robusta (Llano) D.J.Galloway & Sancho (2005)
- Umbilicaria sinorientalis (J.C.Wei) Davydov, Peršoh & Rambold (2018)
- Umbilicaria spodochroa Ehrh. ex Hoffm. (1796)
- Umbilicaria subglabra (Nyl.) Harm. (1910)
- Umbilicaria torrefacta (Lightf.) Schrad. (1794)
- Umbilicaria vellea (L.) Ach. (1794)
- Umbilicaria virginis Schaer. (1842)
- Umbilicaria xizangensis (J.C.Wei & Y.M.Jiang) Davydov, Peršoh & Rambold (2018)

## Galería

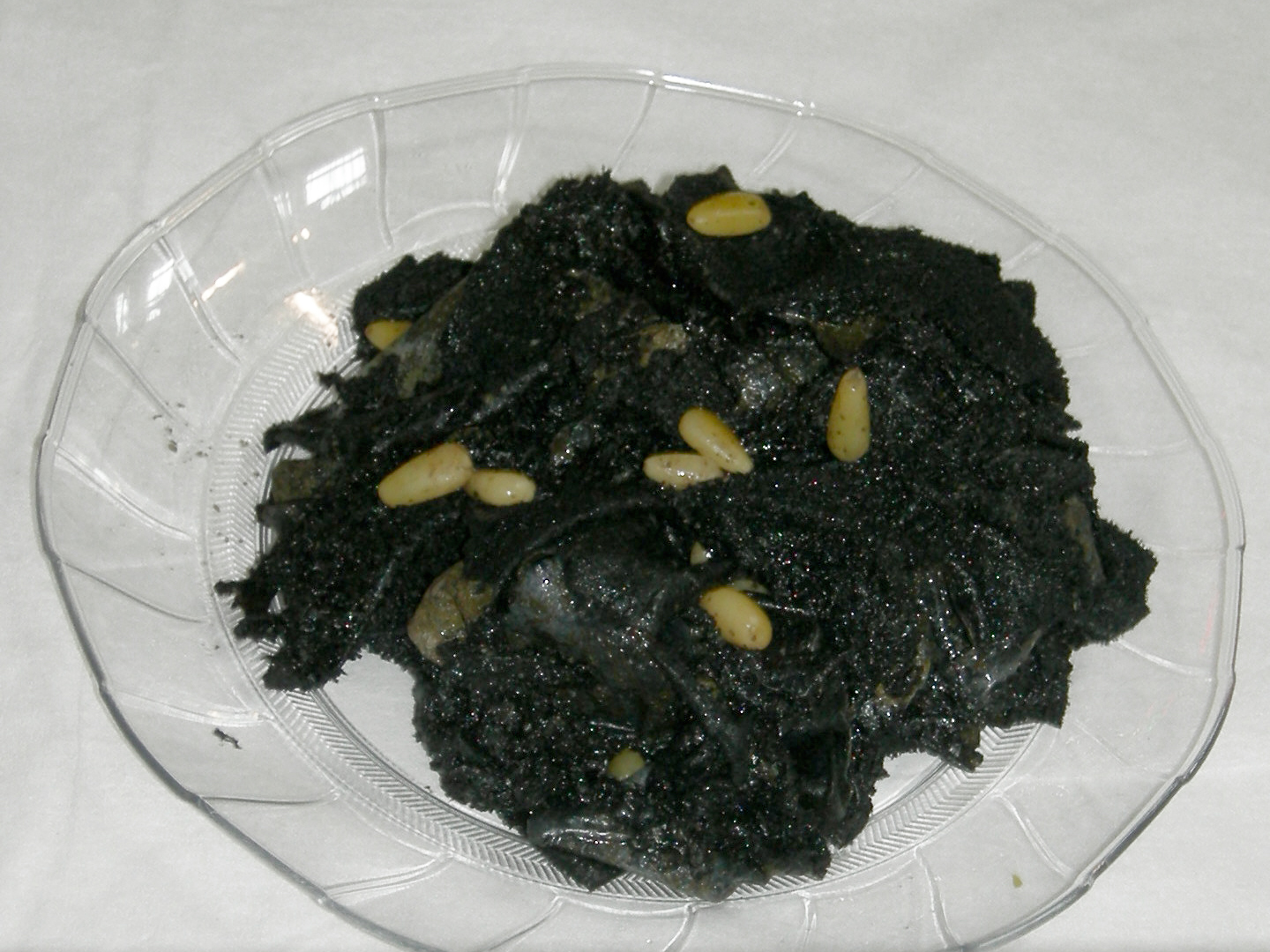
Callos de roca (seogi) con piñones
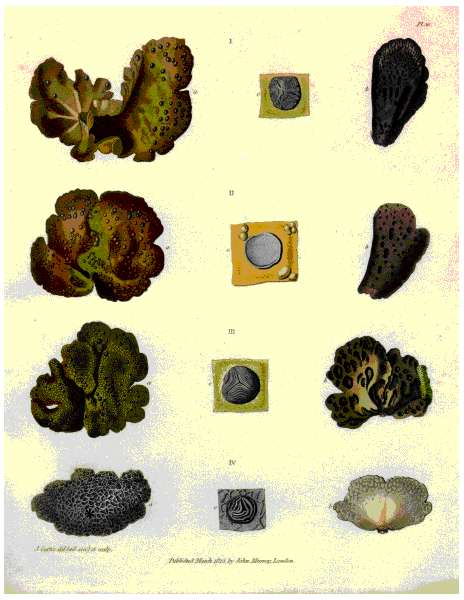
Líquenes del tipo que comieron los hombres de John Franklin en su viaje de regreso del río Coppermine
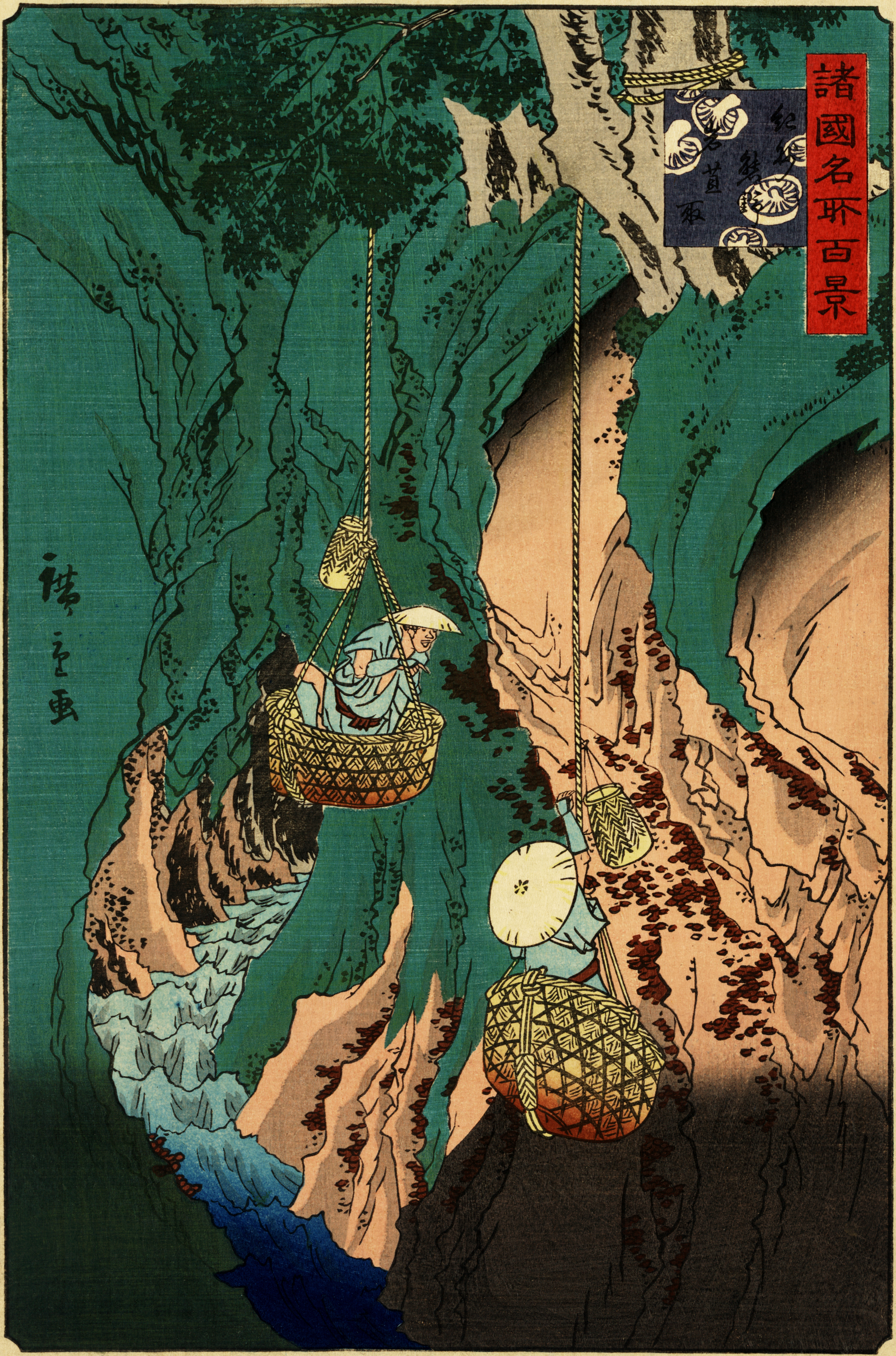
Kishū kumano iwatake tori ("Recolección de hongos Iwatake en Kumano en Kishu") de Hiroshige II
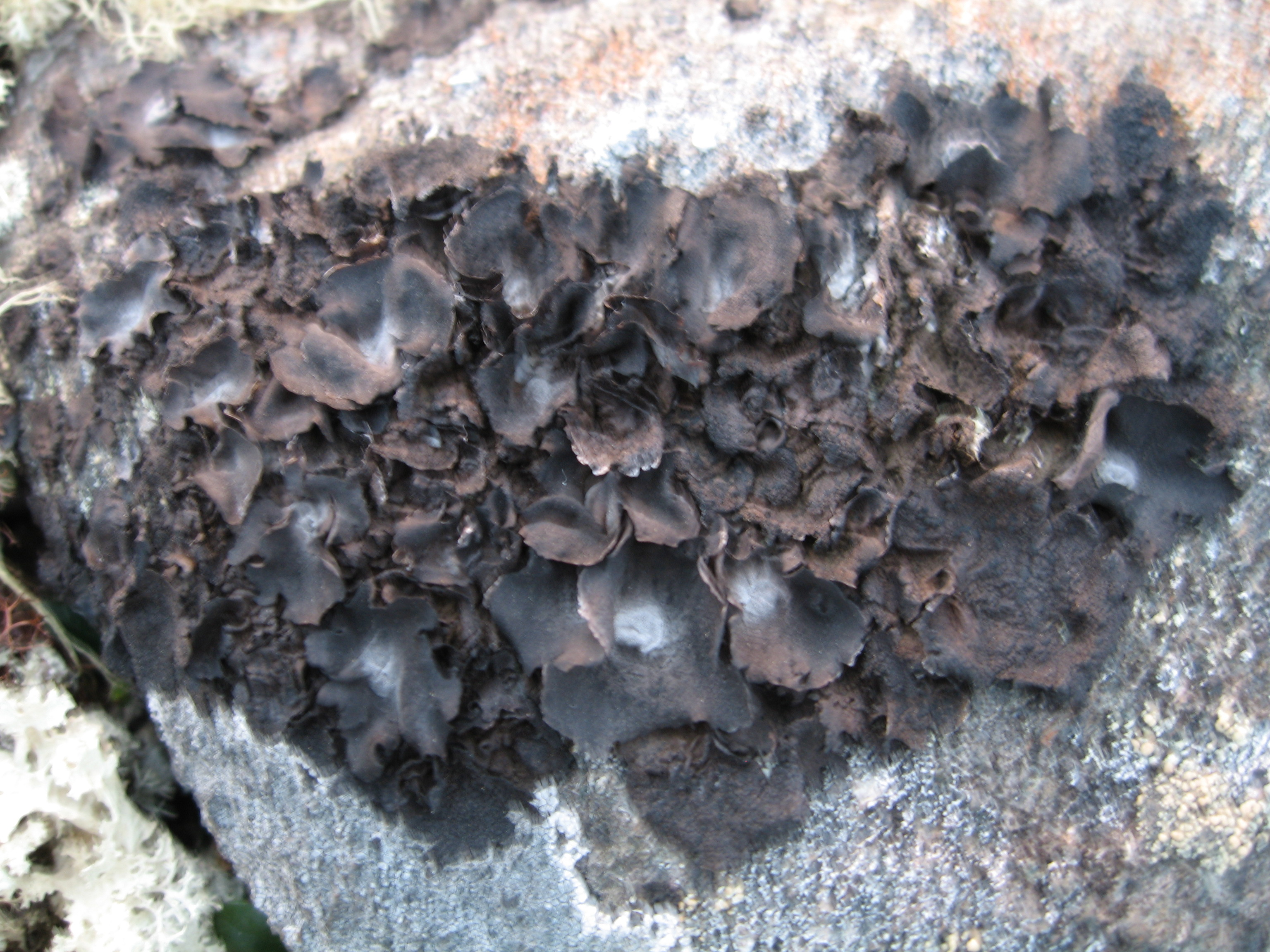
Umbilicaria havaasii